# Erpetonyx
Erpetonyx is een geslacht van uitgestorven bolosaurische parareptielen uit het Gzhelien van het Carboon, met als enige benoemde soort Erpetonyx arsenaultorum. Het is bekend van een enkel in verband liggend en grotendeels compleet exemplaar van Prince Edward Island in Canada. Erpetonyx was een klein reptiel, met het hele skelet ongeveer twintig tot vijfentwintig centimeter lang. Het was waarschijnlijk carnivoor en kon worden gekenmerkt door een verscheidenheid aan skeletkenmerken, waaronder een relatief langwerpig lichaam en grote klauwen met krachtige peesbevestigingspunten.

## Ontdekking
Erpetonyx is bekend van een enkel exemplaar, een opmerkelijk goed bewaard gebleven skelet, met het inventarisnummer ROM 55402. Dit exemplaar was afkomstig uit Cape Egmont, in het zuidwesten van Prince Edward Island, Canada, uit rotslagen van de Edgmont Bay-formatie waar fossielen bewaard zijn die dateren uit het Gzhelien van het Carboon. Het exemplaar werd in 2003 ontdekt door de negenjarige Michael Arsenault, die op dat moment met zijn familie op vakantie was. Het werd in 2004 overgenomen door het Royal Ontario Museum (ROM). Sean Modesto van de Cape Breton University, een paleontoloog en expert in oude reptielen, was de hoofdauteur van een artikel uit 2015, gepubliceerd in de Proceedings of the Royal Society. Het team, dat onderzoekers van de ROM, University of Toronto en het Smithsonian Institution omvatte, beschreef en noemde het nieuwe geslacht en de nieuwe soort, het eerste parareptiel dat bekend is van fossielen uit de Carboonperiode.

## Naamgeving
De typesoort Erpetonyx arsenaultorum werd in 2015 beschreven en benoemd door Modesto et alii. De geslachtsnaam betekent 'kruipenddierklauw'. De soortaanduiding eert het hele gezin Arsenault, vandaar de genitief meervoud.

## Beschrijving
De schedel was verbrijzeld en gedeeltelijk geërodeerd, maar sommige kenmerken (zoals de tandenrij) waren goed genoeg bewaard om informatief te zijn. De tanden waren scherp, conisch en licht gebogen. Ze werden geleidelijk kleiner naar de achterkant van de schedel toe. Sommige gebroken tanden onthullen dat ze een interne structuur hadden van gevouwen dentine, formeel bekend als plicidentine. Plicidentine werd ooit beschouwd als een kenmerk van labyrinthodonte 'amfibieën' zoals temnospondylen, maar het is nu bekend dat het ook voorkomt bij sommige uitgestorven Amniota. De supratemporale botten aan de achterkant van het schedeldak vormden kleine hoorns en het verhemelte was bedekt met kleine kegels die bekend staan als denticula. Tanden reikten bijna net zo ver naar achteren in de muil als de grote, robuuste quadrata die het bovenste deel van het kaakgewricht vormden. Bewaarde delen van de hersenpan waren over het algemeen vergelijkbaar met die van andere reptielen, met uitzondering van een grote opening (waarschijnlijk voor de hyomandibulaire tak van de aangezichtszenuw) aan de voorkant van de basis van de hersenpan.
De romp is relatief langwerpig in vergelijking met andere parareptielen. Er zijn vijf cervicale (nek) wervels en vierentwintig dorsale (torso) wervels. Dit leidt tot een totaal van negenentwintig presacrale (vóór de heup) wervels, terwijl andere parareptielen er doorgaans zesentwintig of minder hadden. De presacralen zijn van bovenaf gezien zandlopervormig en stevig met elkaar verbonden door middel van grote, ronde gewrichtsfacetten. Ze namen geleidelijk toe in lengte en breedte richting de heup. Er waren drie sacrale (heiligbeen) wervels, hoewel alleen de eerste twee grote, uitlopende ribben hadden die verbonden waren met de bovenste darmbeenderen. Twintig staartwervels zijn ook aan het skelet bevestigd, samen met een losgekoppelde reeks van dertien vanaf de punt van de staart en nog eens tien losse staartwervels. Uitgaande van de lengte van ontbrekende delen van de staart, kunnen er in totaal achtenvijftig staartwervels zijn geweest.
De voorpoten waren over het algemeen vergelijkbaar met die van andere vroege reptielen. Het opperarmbeen was iets langer dan de ellepijp en het spaakbeen. De knoppen en gewrichten die de elleboog vormen, waren slecht ontwikkeld, wat betekent dat Erpetonyx mogelijk flexibelere voorpoten had dan zijn tijdgenoten. De hand was onvolledig, en sommige handwortelbeentjes (polsbeenderen) waren groot, terwijl andere ongewoon klein waren. Aan de andere kant waren de klauwen lang en scherp gepunt, met robuuste peesaanhechtingsknobbels. Sommige bekkenbeenderen waren bedekt door de rest van het skelet, maar het zitbeen (achterste onderste plaat) was langer dan het schaambeen (voorste onderste plaat). Het dijbeen was om de as gedraaid, met de kniegewrichten op vijfenveertig graden verschoven van de rest van de schacht. Bij andere vroege reptielen was deze torsiehoek kleiner, meestal tien tot dertig graden. Het slanke scheenbeen en kuitbeen waren korter dan het dijbeen. De enkelbeenderen waren veel robuuster dan de handwortelbeentjes, maar lagen in het fossiel ook meer uit elkaar. Het vierde middenvoetsbeentje was het langste bot van de voet, en het was ongewoon verbreed bij de teen. De klauw van de vierde teen was lang, gebogen en scherp gepunt. Andere voetklauwen waren langer en lager. Niettemin waren alle voetklauwen langer dan de andere teenkootjes.

## Fylogenie
Epetonyx werd in de Parareptilia geplaatst als naaste verwant van de Bolosauridae. De naam Parareptilia werd in 1947 gegeven door de Amerikaanse zoöloog Olson (1910-1993) en Bolosauria werd in 1959 benoemd door Oskar Kuhn.
De fylogenie wijst erop dat parareptielen zich voor het eerst ontwikkelden in het Carboon, parallel aan eureptielen ('echte reptielen'). Hylonomus, het oudste eureptiel dat bekend is van fossiel bewijs, leefde echter miljoenen jaren voordat parareptielen in het fossielenbestand verschenen. De ontdekking van Erpetonyx hielp om deze kloof tussen parareptiele- en eureptiele fossielen te verkleinen, aangezien Erpetonyx in het Laat-Carboon leefde en een van de oudst bekende parareptielen is (hoewel nu bekend is dat Carbonodraco ouder is). Het was echter niet nauw verwant aan voorouderlijke parareptielen, dus de ontdekking ervan gaf ook aan dat de initiële diversificatie van parareptielen eerder in het Carboon plaatsvond.